# تویگ (مینه‌سوتا)
تویگ (به انگلیسی: Twig) یک منطقهٔ مسکونی در ایالات متحده آمریکا است که در Grand Lake Township واقع شده‌است. تویگ ۶۰ نفر جمعیت دارد و ۴۱۵٫۱۴ متر بالاتر از سطح دریا واقع شده‌است.